# Eva Weyl
Eva Weyl (geboren am 7. Juni 1935 in Arnhem) ist eine niederländische Überlebende des Holocaust und Zeitzeugin.

## Leben
Ihre Mutter stammte aus Freiburg i. Br., der Vater aus Kleve. Ihre Eltern waren vor ihrer Geburt wegen der Judenverfolgung durch den NS-Staat in die Niederlande geflüchtet. Ihr Großvater väterlicherseits hatte das Kaufhaus Weyl im Zentrum von Kleve aufgebaut, das später zu Galeria Kaufhof gehörte. Der Vater war in derselben Branche tätig und arbeitete in Aachen, Berlin und Köln, unter anderem im Warenhaus Tietz. Ende 1934 zogen die Eltern aus dem nationalsozialistischen Deutschland nach Arnhem, wo sie ein Damentextilgeschäft führten. Die ersten Lebensjahre Eva Weyls waren unbeschwert, auch ihre Großväter, beide verwitwet, kamen 1938 in die Niederlande nach. Eine harte Zäsur war die Verhaftung und Internierung Ende Januar 1942 im Durchgangslager Westerbork. Sie konnte dort allerdings zur Schule gehen und wurde von den Eltern, so gut es ging, beschützt. Mit Glück entging die Familie mehreren Deportationen und blieb bis zur Befreiung am 12. April 1945 durch kanadische Soldaten im Lager. Auch die Großväter, die elf Monate später verhaftet und in der Folge in das Ghetto Theresienstadt verschleppt wurden, konnten den Holocaust überleben.
Nach dem Untergang des NS-Regimes studierte Eva Weyl in Amerika und in der Schweiz. Sie reiste viel, gründete eine Familie und arbeitete hart. Bis 1950 blieb sie staatenlos, seither ist sie niederländische Staatsbürgerin. Der 12. April ist für Eva Weyl bis heute ein wichtiges Datum. Die Familie feiert an diesem Tag alljährlich ihre Befreiung. Ihr Vater wirkte in den Nachkriegsjahren als Zeitzeuge und erzählte zweimal an seiner alten Schule in Kleve seine Lebensgeschichte. Die Tochter tat es ihm gleich. Sie reist oftmals durch Deutschland um aus dieser Zeit zu berichten.
Den Lagerkommandanten von Westerbork, Albert Konrad Gemmeker, bezeichnet Eva Weyl als „Schreibtischmörder, der mehr als 80.000 Menschenleben auf dem Gewissen hat“. Trotzdem ist sie mit dessen Tochter und Enkeltochter befreundet. Mit der Enkeltochter, Anke Winter, tritt sie in gemeinsamen Vorträgen auf.